# 爱新舍里镇
爱新舍里镇，是中华人民共和国新疆维吾尔自治区伊犁哈萨克自治州察布查尔锡伯自治县下辖的一个乡镇级行政单位。

## 行政区划
爱新舍里镇下辖以下地区：
乌珠牛录村、依拉齐牛录村、安巴贴村和纳旦芒坎村。